# Géographie de l'Alaska
Cet article traite de la géographie de l'Alaska. L'État de l'Alaska aux États-Unis occupe le territoire d'une péninsule située à l'extrême nord-ouest du continent nord-américain prolongée par une bande côtière (Alaska Panhandle) le long du Nord de la Colombie-Britannique.

## Situation et caractéristiques générales

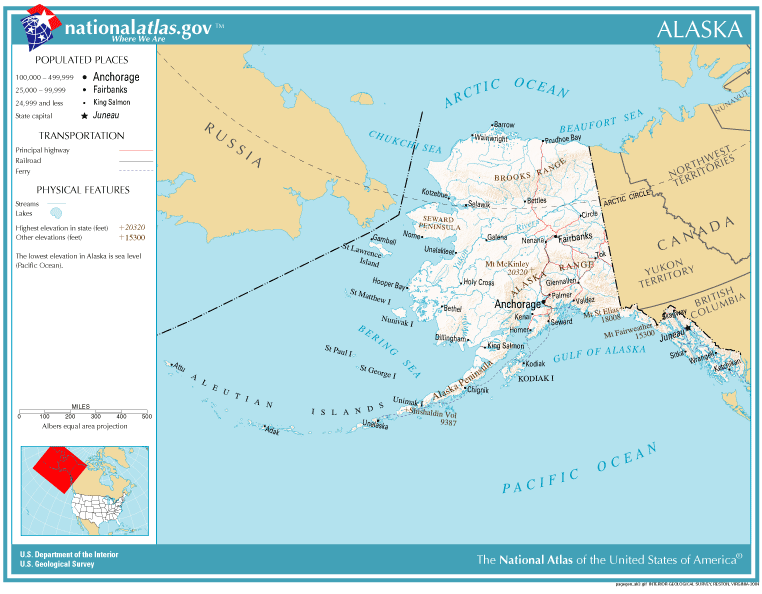
Carte générale de l'Alaska

L'Alaska ne possède aucune frontière terrestre commune avec un autre État américain. Il partage cette caractéristique avec Hawaii. Il est bordé à l'est par le territoire du Yukon et la province de Colombie-Britannique, deux régions du Canada. La frontière entre l'Alaska et le Canada mesure 2 477 km de longueur. Ailleurs, trois ensembles maritimes entourent l'Alaska : le golfe d'Alaska, qui se trouve au nord de l'océan Pacifique ; la mer de Béring et la mer des Tchouktches, qui le sépare de l'Asie à l'ouest ; la mer de Beaufort enfin, qui borde les côtes nord et fait partie de l'océan Arctique. Le détroit de Béring sépare naturellement l'Alaska de la Russie.
L'Alaska est le plus vaste État des États-Unis : il mesure 1 717 854 km2 dont 1 481 305 km2 de terres, ce qui représente 18,7 % du territoire américain et trois fois la superficie de la France métropolitaine. Il s'étale sur environ 43° de longitude (130/173°W) et 16° de latitude (71/55°N) : c'est donc en Alaska que se trouvent le lieu le plus à l'ouest (île Attu) et le lieu le plus au nord (Utqiagvik) des États-Unis. Le centre géographique de l'État se situe à 63°50' de latitude nord et 152°00' de longitude ouest.
Selon une étude de l’United States Bureau of Land Management datant de 1998, environ 65 % du territoire est la propriété du Gouvernement fédéral des États-Unis, qui gère les forêts, les parcs et les réserves naturelles nationales de l'Alaska. Le reste appartient à l'État d'Alaska (25 %) et aux organisations indigènes créées par l'Alaska Native Claims Settlement Act de 1971 (10 %).

## Littoral et hydrologie

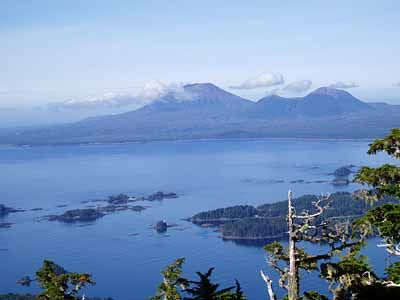
Le littoral et le Mont Edgecumbe

Avec ses nombreuses îles et ses côtes découpées, l’Alaska a près de 55 000 km de côtes. Le rivage alaskien est découpé et indenté : les chaînes côtières plongent dans l'océan. La transgression flandrienne a provoqué une remontée du niveau des eaux et formé des fjords impressionnants. La navigation est rendue difficile par la présence d'obstacles permanents (îles, écueils) ou temporaires (icebergs). La forte découpure de la côte a permis l'installation de ports.
L'Alaska comprend de très nombreuses îles, en particulier au sud (archipel Alexandre) et à l'ouest (îles Aléoutiennes qui s'étendent sur plusieurs centaines de kilomètres dans le prolongement de la péninsule d'Alaska), ce qui explique la grande longueur du littoral. La plus grande île est l'île du Prince-de-Galles. Le Passage Intérieur est utilisé pour la navigation, c'est une voie maritime côtière qui relie le sud-est de l'Alaska avec les villes de Vancouver et Seattle en évitant les eaux difficiles du Pacifique : sa partie en Alaska mesure 860 km de long et compte 70 grands glaciers entre les 55e et 61e parallèles, le continent et l'archipel Alexandre.
Le nombre de lacs est estimé à plus de trois millions, celui des cours d'eau à 3 000. Les glaciers couvrent plus de 41 000 km2.

## Relief et géologie

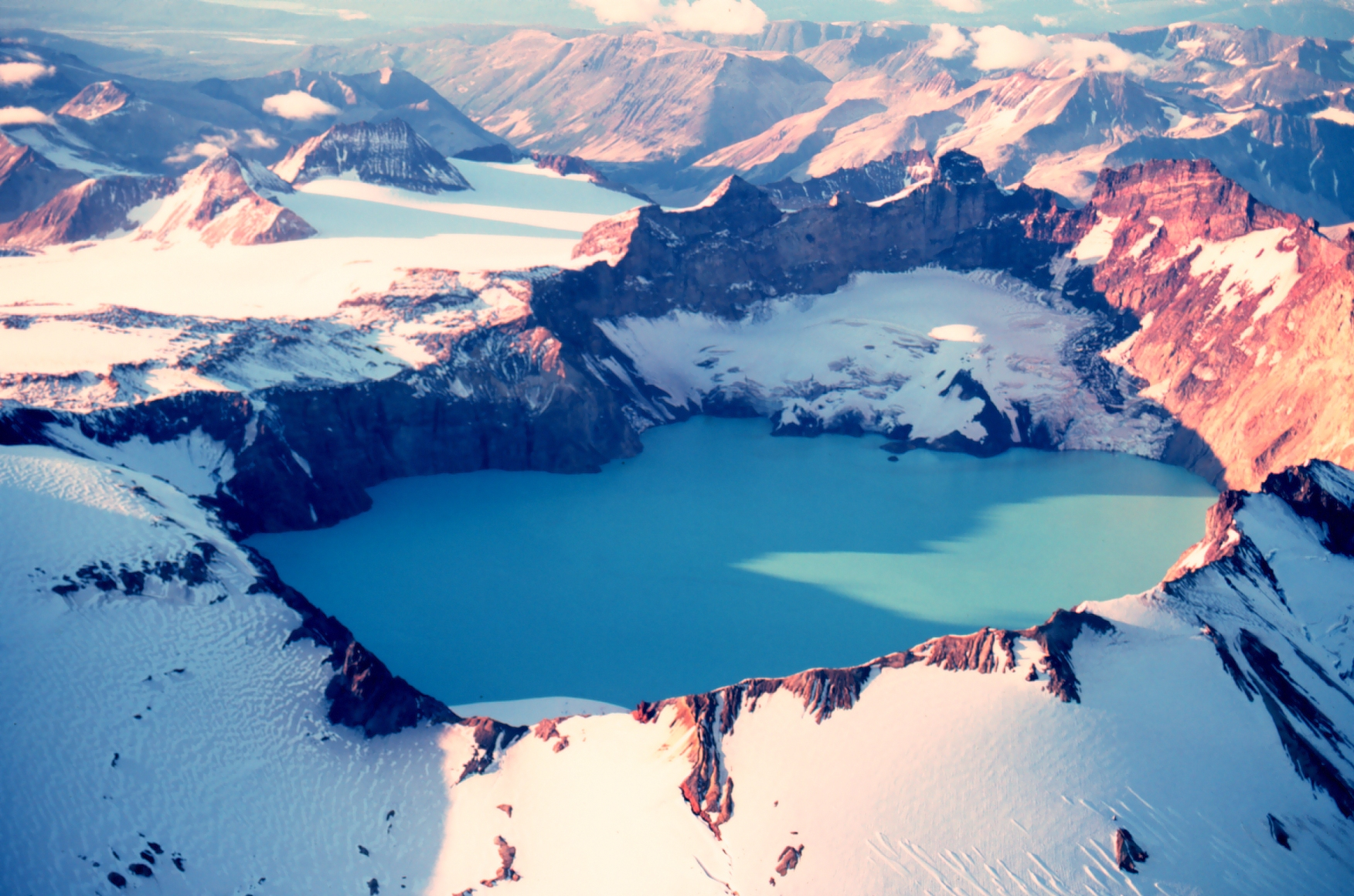
Mont Katmai

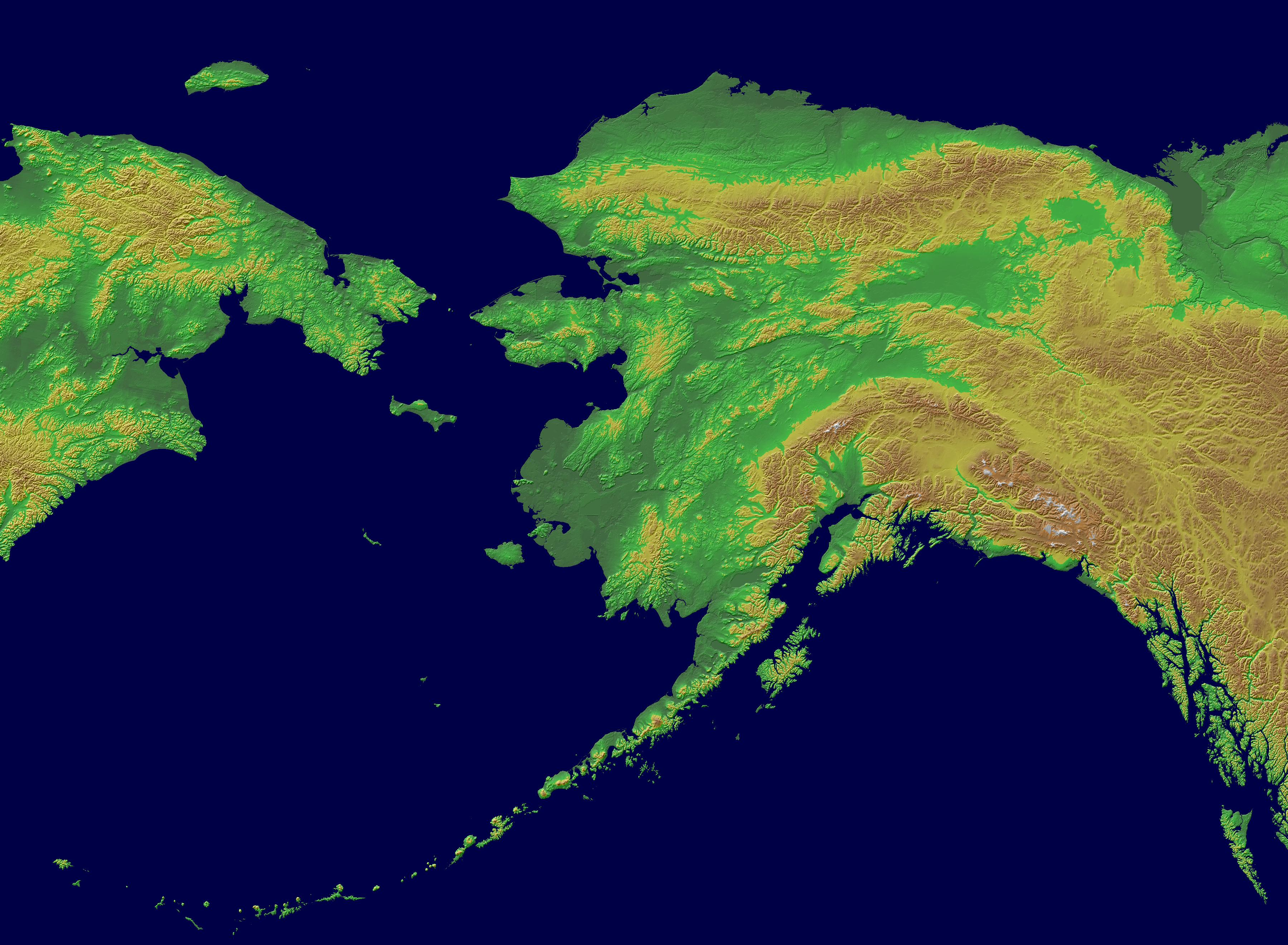
Carte topographique de l'Alaska

Avec ses glaciers qui vêlent des icebergs, ses volcans qui sculptent des vallées lunaires, ses montagnes qui continuent de s'élever vers le ciel, l'Alaska, aux paysages en perpétuel devenir, est le contraire d'une terre ferme. Ce coin de la planète, terre d'élection pour les géologues, est le théâtre de vastes mouvements tectoniques : failles, éruptions, séismes sillonnent et secouent un bloc fantastique venu d'ailleurs.
Des 3 000 cours d'eau qui sillonnent l'Alaska, le Yukon est le plus célèbre. Il serpente en majesté sur 2 000 km, de la frontière canadienne à la mer de Béring, charriant encore les pépites de la ruée vers l'or : une voie légendaire et historique. Le nom d'Alaska vient d'un mot de la langue aléoute qui veut dire la grande terre ; pourtant, l'immense réseau fluvial et les 3.000.000 de lacs en font plutôt un monde aquatique où l'hydravion est roi.
L'Alaska est une grande zone sismique. Deux des trois plus violents séismes jamais enregistrés ont touché l'État américain :
- à Prince William Sound, en 1964 (séisme de magnitude 9,2)
- dans les îles Andreanof, en 1957 (magnitude 9,1)

La péninsule de l'Alaska compte de nombreux volcans en activité. Nous sommes sur la partie nord-est de la Ceinture de feu du Pacifique ; on peut citer les volcans Pavlof (2 518 mètres), Augustine (1 227 mètres), mont Redoubt (3 108 mètres), Mont Spurr (3 374 mètres). Le chapelet des Îles Aléoutiennes témoignent du choc tectonique : elles ont une forme pointue (exemple : le volcan Mont Shishaldin, 2 857 mètres) et prolonge la chaîne aléoutienne. En 1912, une violente explosion a décoiffé le mont Katmai de ses 600 derniers mètres. Une grande quantité d'oxyde de soufre a été projetée dans l'atmosphère, à plus de 15 kilomètres du sol et ont perturbé la mousson en Asie. Haut lieu mondial de la volcanologie, la vallée des Dix mille fumées a été recouverte par les cendres sur une surface de 100 km2.
La fosse des Kouriles borde le plateau continental de l'Alaska au sud et atteint une profondeur maximale de 10 498 mètres.

### Principales chaînes de montagnes
Principales chaînes de montagnes en Alaska :
| Nom de la chaîne ou du massif | Nom du sommet le plus élevé | Altitude en mètres | Coordonnées du sommet |
| ----------------------------- | --------------------------- | ------------------ | --------------------- |
| Brooks (chaîne)               | Chamberlin (mont)           | 2749               | 68° 56′ N, 151° 55′ O |
| Talkeetna Mountains           | Sovereign Mountain          | 2697               | 62° 02′ N, 147° 54′ O |
| Wrangell Mountains            | Blackburn (mont)            | 4996               | 62° 21′ N, 142° 57′ O |
| Chugach Mountains             | Marcus Baker (mont)         | 4016               | 61° 02′ N, 145° 43′ O |
| Kenai Mountains               | Truuli Peak                 | 2015               | 60° 06′ N, 149° 59′ O |
| Alaska Range                  | Denali (mont)               | 6194               | 62° 54′ N, 149° 51′ O |
| Aleutian Ranges               | Redoubt Volcano             | 3108               | 58° 00′ N, 157° 33′ O |
| Saint Elias Mountains         | Logan (mont)                | 5956               | 60° 06′ N, 139° 06′ O |
| Kuskokwim Mountains           | Dillingham High Point       | 1600               | 61° 48′ N, 158° 04′ O |
| Alaska Peninsula Ranges       | Veniaminof (mont)           | 2507               | 57° 10′ N, 158° 19′ O |
| Tordillo Mountains            | Torbert (mont)              | 3479               | 61° 27′ N, 151° 41′ O |
| Fairweather Range             | Fairweather (mont)          | 4671               | 58° 50′ N, 137° 19′ O |
| De Long Mountains             | Black Mountain              | 1530               | 68° 32′ N, 162° 48′ O |
| Baird Mountains               | Angayukaqsraq (mont)        | 1433               | 67° 20′ N, 160° 24′ O |
| Schwatka Mountains            | Igikpak (mont)              | 2523               | 67° 21′ N, 155° 49′ O |
| Endicott Mountains            | Thibodeaux Mountain         | 2298               | 68° 22′ N, 152° 14′ O |
| Philip Smith Mountains        | Cloud Peak                  | 2414               | 68° 33′ N, 148° 14′ O |
|                               |                             |                    |                       |

| - North Peak, 5 904 mètres - St. Elie, 5 489 mètres - Foraker, 5 304 mètres - Bona, 5 044 mètres - Blackburn, 4 996 mètres | - Kennedy, 4 964 mètres - Sanford, 4 949 mètres - South Buttress, 4 842 mètres - Vancouver, 4 785 mètres - Churchill, 4 766 mètres |

## Climat

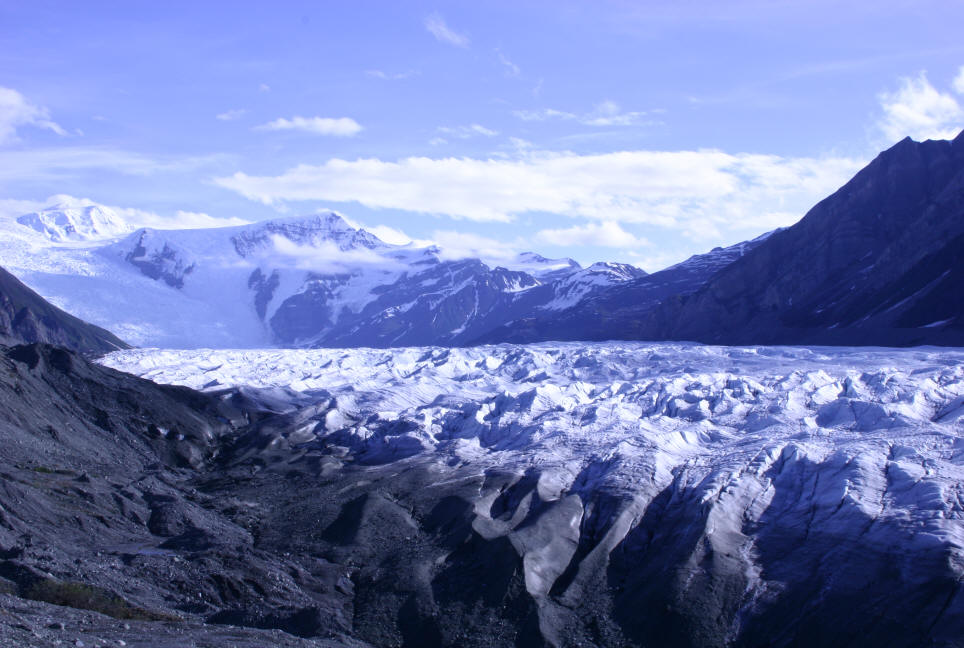
Glacier en Alaska.

D'une manière générale, le climat alaskien est marqué par un hiver glacial et long. L'écrivain Jack London a écrit que l'Alaska était « le pays où le whisky gèle et peut servir de presse-papiers durant une bonne partie de l'année. » Le sol est gelé en profondeur et empêche le développement de l'agriculture : c'est le pergélisol ou permafrost qui varie de quelques dizaines à quelques centaines de mètres en Alaska. La couche superficielle, sur laquelle les Hommes marchent est le mollisol qui dégèle au printemps. En hiver, les chutes de neige et les avalanches peuvent isoler les villages. Au cours du printemps, le sol dégèle en surface et provoque la formation de marécages, souvent infestés de moustiques. L'Alaska se couvre de centaines de lacs. Les rivières gonflent et charrient des troncs d’arbres. L'été ne dure que peu de temps et autour du solstice, le soleil ne se couche pas au-delà du cercle polaire arctique. La saison est marquée par de grands incendies de forêt provoqués par la foudre.
Sur ce territoire grand comme environ trois fois la France, les climats sont divers en fonction de la latitude, de l'altitude, de l'éloignement par rapport à l'océan Pacifique ou de la disposition des reliefs.
| Mois                   | Janv  | Fev   | Mar   | Avr  | Mai   | Jun | Jui  | Aoû  | Sep   | Oct   | Nov   | Dec |
| ---------------------- | ----- | ----- | ----- | ---- | ----- | --- | ---- | ---- | ----- | ----- | ----- | --- |
| Températures (en °C)   | -25,2 | -27,7 | -26,2 | - 19 | - 7,1 | 1,1 | 4,1  | 3,3  | - 0,8 | -10,3 | -18,7 | -24 |
| Précipitations (en mm) | 4,3   | 3,8   | 4,3   | 5,1  | 4,1   | 7,1 | 23,9 | 24,4 | 15,2  | 11,4  | 6,4   | 4,1 |

| Mois                   | Janv  | Fev  | Mar  | Avr  | Mai  | Jun  | Jui   | Aoû   | Sep   | Oct   | Nov   | Dec   |
| ---------------------- | ----- | ---- | ---- | ---- | ---- | ---- | ----- | ----- | ----- | ----- | ----- | ----- |
| Températures (en °C)   | -4,3  | -2   | 0,4  | 4,3  | 8,3  | 11,7 | 13,3  | 12,8  | 9,7   | 5,7   | 0,0   | -2,7  |
| Précipitations (en mm) | 115,3 | 95,3 | 83,3 | 70,4 | 86,9 | 80,0 | 105,7 | 135,1 | 170,9 | 199,1 | 127,7 | 112,8 |

| Mois                   | Janv  | Fev   | Mar   | Avr   | Mai   | Jun   | Jui   | Aoû   | Sep   | Oct   | Nov   | Dec   |
| ---------------------- | ----- | ----- | ----- | ----- | ----- | ----- | ----- | ----- | ----- | ----- | ----- | ----- |
| Températures (en °C)   | 1,3   | 1,5   | 2,2   | 5,0   | 8,4   | 11,2  | 13,1  | 13,1  | 10,7  | 7,0   | 3,6   | 1,9   |
| Précipitations (en mm) | 733,8 | 494,8 | 462,0 | 370,6 | 304,5 | 208,5 | 223,3 | 422,1 | 648,2 | 786,4 | 746,0 | 789,2 |

### Conséquences du changement climatique
Depuis plusieurs années, l'Alaska a enregistré un réchauffement des températures : elles ont augmenté en moyenne de 1,6 °C depuis les années 1950. Le littoral de l'état subit les effets de la montée du niveau des mers et océans. Les Inuits de Shishmaref, une île du nord-ouest de l'Alaska, ont reçu une aide de 150 millions de dollars pour faire face à l'érosion des côtes et aux dégâts provoqués par les vagues. La fonte précoce de la banquise bouleverse les modes de vie des autochtones et menace plusieurs espèces animales telles que l'ours blanc. À moyen terme, la route maritime du nord, reliant les océans Atlantique et Pacifique, pourrait être libre de glace cinq mois par an. Le pergélisol se réduit rapidement, ce qui entraîne la formation de marécages et la déformation des infrastructures de transport. La fonte des glaciers gonfle les torrents qui endommagent les routes et les ponts. Une partie des forêts de la taïga sont détruites par la prolifération d'insectes xylophages (16 000 km2 entre 1990 et 2006) ; les incendies sont également devenus plus fréquents. Le réchauffement climatique pourrait permettre la mise en valeur de nouvelles terres agricoles.

## Villes
| - Anchorage (272 687 hab., 2004) - Fairbanks (31 324 hab., 2005) - Juneau (30 987 hab., 2005) - Sitka (8 986 hab., 2005) - Wasilla (8 471 hab., 2005) - Kenai (7 464 hab., 2005) - Ketchikan (7 410 hab., 2005) - Kodiak (6 334 hab., 2000) - Bethel (6 110 hab., 2004) - Utqiagvik (4 640 hab., 2004) - Palmer (4 533 hab., 2000) - Unalaska (4 283 hab., 2000) - Valdez (4 036 hab., 2000) | - Soldotna (3 759 hab., 2000) - Nome (3 505 hab., 2000) - Petersburg (3 224 hab., 2000) - Kotzebue (3 082 hab., 2000) - Seward (2 830 hab., 2000) - Dillingham (2 470 hab., 2000) - Wrangell (2 308 hab., 2000) - Haines (1 811 hab., 2000) |